# Gonia divisa
Gonia divisa är en tvåvingeart som beskrevs av Johann Wilhelm Meigen 1826. Gonia divisa ingår i släktet Gonia och familjen parasitflugor. Arten är reproducerande i Sverige. Inga underarter finns listade i Catalogue of Life.